# Magnus Erlingmark
Magnus Erlingmark est un footballeur suédois né le 8 juillet 1968 à Jönköping.
Il a joué pour les clubs de Örebro SK FK, IFK Göteborg et a totalisé, de 1990 à 1998, 37 sélections en équipe de Suède.
Il a un fils qui est lui aussi footballeur, August Erlingmark.

## Palmarès
IFK Göteborg
- Champion de Suède (4) : 1993, 1994, 1995, 1996